# Oro (film)
Oro is een Spaanse film uit 2017, geregisseerd door Agustín Díaz Yanes.

## Verhaal
Het verhaal speelt zich af ten tijde van de verovering van Amerika in de zestiende eeuw. De ontdekkingsreizigers en veroveraars Lope de Aguirre en Vasco Núñez de Balboa gaan met hun team op expeditie op zoek naar een mythische stad waarvan gezegd wordt dat het volledig uit goud bestaat. Daarvoor moeten ze diep de Amazone in.

## Rolverdeling
| Acteur              | Personage           |
| ------------------- | ------------------- |
| Raúl Arévalo        | Martín Dávila       |
| Bárbara Lennie      | Doña Ana            |
| Óscar Jaenada       | Alférez Gorriamendi |
| José Coronado       | Sargento Bastaurrés |
| José Manuel Cervino | Don Gonzalo         |
| Antonio Dechent     | Barbate             |
| Juan José Ballesta  | Iturbe              |
| Luis Callejo        | Pater Vargas        |
| Anna Castillo       | La Parda            |
| Andrés Gertrúdix    | Licenciado Ulzama   |
| Diego París         | Marchena            |
| Juan Carlos Aduviri | Mediamano           |
| Josean Bengoetxea   | Aresti              |
| José Manuel Poga    | Romero              |

## Ontvangst

### Recensies
Op Rotten Tomatoes geeft 50% van de 6 recensenten de film een positieve recensie, met een gemiddelde score van 6/10.

### Prijzen en nominaties
De film werd genomineerd voor 6 Premios Goya.
| Jaar | Evenement                       | Categorie                | Genomineerde                                    | Resultaat   |
| ---- | ------------------------------- | ------------------------ | ----------------------------------------------- | ----------- |
| 2018 | Premios Goya (32ste uitreiking) | Beste camerawerk         | Paco Femenía                                    | Genomineerd |
| 2018 | Premios Goya (32ste uitreiking) | Beste artdirector        | Javier Fernández                                | Genomineerd |
| 2018 | Premios Goya (32ste uitreiking) | Beste productiemanager   | Luis Fernández Lago                             | Genomineerd |
| 2018 | Premios Goya (32ste uitreiking) | Beste speciale effecten  | Reyes Abades, Isidro Jiménez                    | Genomineerd |
| 2018 | Premios Goya (32ste uitreiking) | Beste kostuums           | Tatiana Hernández                               | Genomineerd |
| 2018 | Premios Goya (32ste uitreiking) | Beste grime en haarstijl | Eli Adánez, Sergio Pérez Berbel, Pedro de Diego | Genomineerd |